# Shoshone Ice Caves

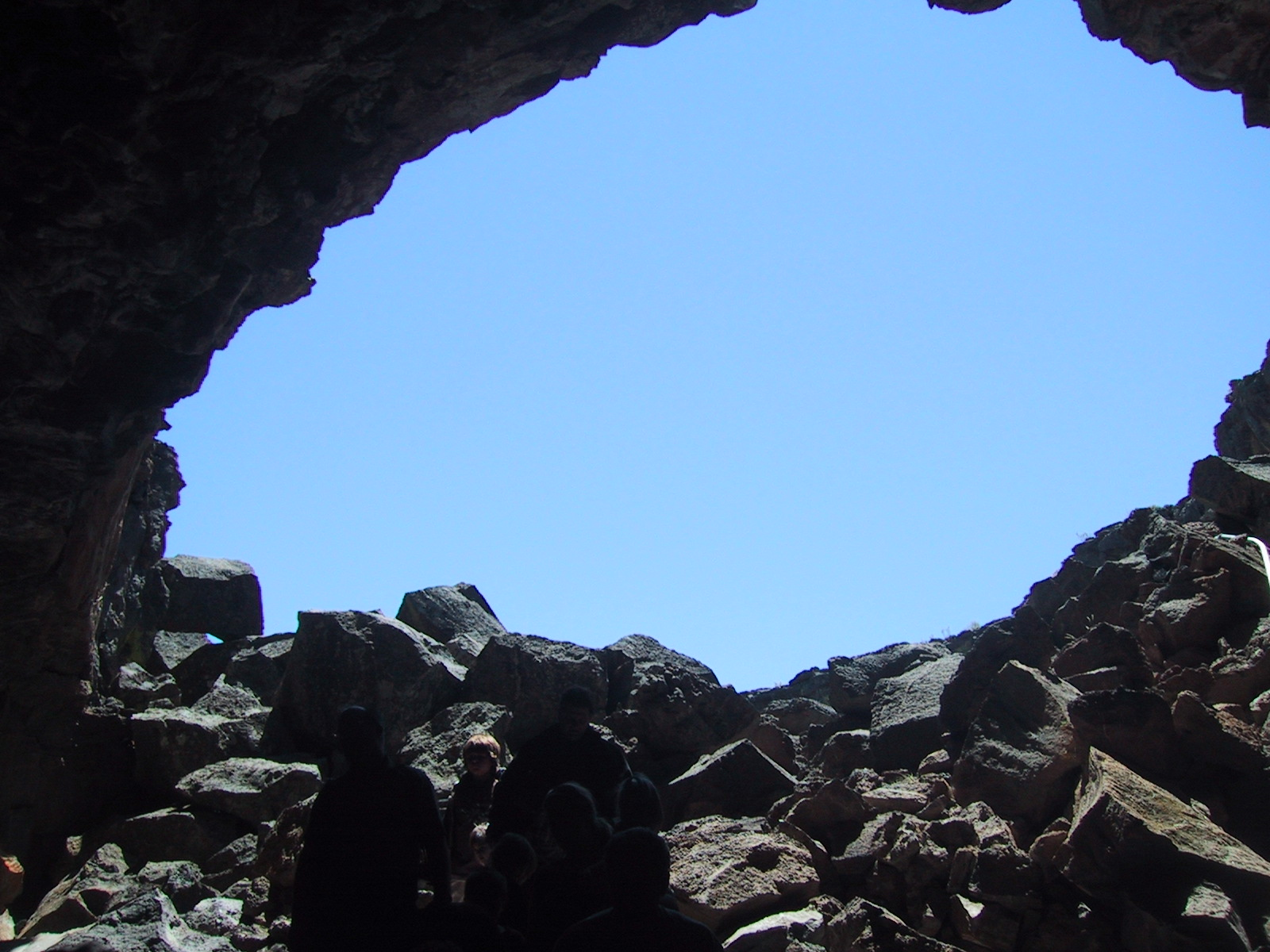
Shoshone Ice Cave

Die Shoshone Ice Caves sind Eishöhlen im Lincoln County im US-Bundesstaat Idaho.

## Lage
Die Höhlen liegen im Norden des Lincoln County knapp 30 Kilometer nördlich des County Seat Shoshone im Black Butte Crater Lava Field am Südosthang des Black Butte nahe dem State Highway ID 75 auf einer Höhe von etwa 1400 Metern.

## Beschreibung
Die Eishöhlen sind hohle unterirdische Lavaröhren, die auch den Sommer über kalt genug sind, dass das Eis in ihnen gefroren bleibt. Die größte von ihnen ist von Mai bis September für Besucher zugänglich. Sie liegt etwa 30 Meter unter der Oberfläche auf einer Höhe von etwa 1370 Metern, ist etwa 500 Meter lang, 15 Meter breit und 14 Meter hoch. Den Boden bedeckt eine Eisschicht mit einer Dicke von 2,5 bis 9 Meter. Die Temperatur liegt ganzjährig zwischen −5 und +0,5 °C.